# Cho Jung-seok
Cho Jung-seok (* 26. Dezember 1980 in Seoul, Südkorea) ist ein südkoreanischer Schauspieler.
In der Fernsehsendung Oh My Ghostess (2015) spielte er den Kang Sun-woo. Er erhielt positive Kritik für seine komödiantische Leistung im Film My Annoying Brother (2016).

## Filmografie

### Film
- 2012: Architecture 101
- 2012: Almost Che
- 2013: The Face Reader
- 2014: The Fatal Encounter
- 2014: My Love, My Bride
- 2015: The Exclusive: Beat the Devil’s Tattoo
- 2016: Time Renegades
- 2016: My Annoying Brother
- 2018: The Drug King
- 2019: Exit (엑시트)

### Fernsehen
- 2011: What’s Up
- 2012: The King 2 Hearts
- 2013: You’re the Best, Lee Soon-shin
- 2015: Oh My Ghostess
- 2016: Jealousy Incarnate
- 2020: Hospital Playlist (Aloha 슬기로운 의사생활, KR: ×2Doppelplatin (Streaming) )[3]
- 2024: Captivating the King